# Charlie McNeill
Charlie Martin McNeill (Droylsden, Inglaterra, 9 de septiembre de 2003) es un futbolista británico que juega de delantero en el Sheffield Wednesday Football Club de la English Football League Championship.

## Primeros años
Nacido en Droylsden, comenzó su carrera en el Manchester United F. C., antes de marcharse al rival de la ciudad, el Manchester City F. C. en 2014. Durante su estancia en el Manchester City, marcó más de 600 goles en las categorías inferiores.
Cuando crecía, apoyaba al Manchester United.

## Trayectoria

### Manchester United
En 2020, el Manchester United llegó a un acuerdo por McNeill por un valor de 750,000 libras.
En su primera temporada con el equipo sub-18 del Manchester United, continuó con su prolífica forma, que lo convirtió en un prospecto muy apreciado en el Manchester City, y marcó 24 goles en 21 partidos.
En marzo de 2021 se disculpó en la plataforma de redes sociales Instagram por los comentarios que hizo sobre su rival, el Liverpool F. C., cuando se le preguntó por un posible enfrentamiento en la FA Cup Juvenil con el equipo de Merseyside.

## Patrocinio
Tiene un contrato con la marca alemana Adidas, que al parecer podría alcanzar un valor de 1 millón de libras.

## Estadísticas

### Clubes
Actualizado al último partido disputado el 18 de marzo de 2023.
| Club                               | Div.          | Temporada     | Liga  | Liga  | Copas nacionales | Copas nacionales | Copas internacionales | Copas internacionales | Total | Total |
| Club                               | Div.          | Temporada     | Part. | Goles | Part.            | Goles            | Part.                 | Goles                 | Part. | Goles |
| ---------------------------------- | ------------- | ------------- | ----- | ----- | ---------------- | ---------------- | --------------------- | --------------------- | ----- | ----- |
| Manchester United F. C. Inglaterra | 1.ª           | 2022-23       | 0     | 0     | 0                | 0                | 1                     | 0                     | 1     | 0     |
| Manchester United F. C. Inglaterra | Total club    | Total club    | 0     | 0     | 0                | 0                | 1                     | 0                     | 1     | 0     |
| Newport County A. F. C. Inglaterra | 4.ª           | 2022-23       | 11    | 1     | —                | —                | —                     | —                     | 11    | 1     |
| Newport County A. F. C. Inglaterra | Total club    | Total club    | 11    | 1     | 0                | 0                | 0                     | 0                     | 11    | 1     |
| Total carrera                      | Total carrera | Total carrera | 11    | 1     | 0                | 0                | 1                     | 0                     | 12    | 1     |